# Засада на Сергиево-Посадский ОМОН (2000)
Засада на Сергиево-Посадский ОМОН — боевой эпизод во время Второй чеченской войны. 2 марта 2000 года в 10:30 утра на подступах к Грозному отряд ОМОНа из Подольска и милиционеры из Екатеринбурга[уточнить] открыли огонь по колонне ОМОНа из Сергиева Посада, которые прибыли их сменить. В результате 22 сотрудника милиции погибли от «дружественного огня» и более 30 ранены.

## Засада
1 марта 2000 года Старопромысловским временным отделом внутренних дел (РОВД) была получена оперативная информация о том, что в Грозный через блокпост № 53, на котором стоял подольский ОМОН, будет пробиваться автоколонна вооруженных «лжегантамировцев» в милицейской форме. Совместно с военной комендатурой была устроена засада в селе Подгорном, через который лежал путь к блокпосту.
2 марта в 5 утра эшелон с бойцами ОМОНа ГУВД г. Сергиев Посад прибыл на станцию Моздок. Отряд под командованием Дмитрия Маркелова, который встречал командир ОМОНа Подольска Игорь Тихонов, прямо на вокзале погрузился на пять «Уралов» и отправился в Старопромысловский район Грозного.
За несколько минут до появления колонны к посту подъехали сотрудники чеченской милиции. Они сказали, что обогнали грузовики с русским ОМОНом, но на блокпосту им почему-то не поверили. Когда первые «Уралы» приблизились к блокпосту, сотрудниками Старопромысловского РОВД по ним был открыт огонь из автоматического оружия. Потом их забросали гранатами. Автоколонна открыла ответный огонь, после чего по ней был открыт огонь с базы Подольского ОМОНа. В результате 22 сотрудника милиции погибли (включая командира отряда сергиево-посадского ОМОНа Дмитрия Маркелова) и более 30 ранены.

## Расследование и суд
Руководство МВД России попыталось скрыть от общественности факты о произошедшем, выдав дружественный огонь за тщательно организованную акцию боевиков. В частности, эти ложные сведения были предоставлены членам комитета по безопасности Госдумы РФ на специальном заседании комитета 6 апреля 2000 года. Среди докладчиков были высокопоставленные лица МВД России: старший консультант МВД России генерал-майор Ю. Н. Михайлов, первый заместитель Главкома внутренних войск Б. П. Максин и заместитель министра внутренних дел В. И. Фёдоров. По мнению заместителя председателя комитета по безопасности Госдумы РФ Ю. П. Щекочихина, доклады сотрудников МВД являлись «наглой ложью».
В 2002 году генеральной прокуратурой было предъявлено три обвинения по статье 293 ч. 2 УК РФ (ненадлежащее исполнение должностным лицом обязанностей по службе, что повлекло за собой тяжкие последствия) трём высокопоставленным офицерам, отвечавшим за безопасность сергиево-посадского ОМОНа: заместителю начальника ГУВД Московской области, генерал-майору милиции Борису Фадееву, руководителю группы управления объединенной группировкой войск в Чечне, полковнику Михаилу Левченко, а также и. о. командира подольского ОМОНа майору Игорю Тихонову. В связи с тяжелой болезнью уголовное дело бывшего заместителя командира подольского ОМОНа Игоря Тихонова было приостановлено (в том же 2002 году он скончался). А Борис Фадеев и Михаил Левченко были освобождены от наказания (четыре года колонии) по амнистии, объявленной в 2000 году в связи с 55-летием победы в Великой Отечественной войне.
Затем последовали новые судебные разбирательства. В феврале 2005 года Верховный суд Северной Осетии оставил в силе приговор офицерам, после чего адвокаты обратились с надзорной жалобой в президиум суда. В июне Президиум Верховного суда Северной Осетии оставил приговор в силе, таким образом, признав их виновными в халатности, повлёкшей тяжкие последствия, после чего офицеры отбывали наказание в колонии-поселении.
По состоянию на 2007 год дело о халатности генерала Бориса Фадеева и полковника Михаила Левченко передано в Верховный суд.
18 февраля 2013 года бывший замглавы областного ГУ МВД был Борис Фадеев задержан по подозрению в крупных махинациях с земельными участками в посёлке Семхоз Сергиево-Посадского муниципального района Московской области. По сведениям прокуратуры Московской области, для оформления земли в собственность он вместе со своими сообщниками изготавливали поддельные документы, датированные 1993 годом, и предъявляли их в государственные регистрационные органы.

### Видео
- Чечня. Кровь на погонах. Телеканал «Совершенно секретно» (2007).
- О милиции в Чечне: Владимир Виноградов. Как я поехал на войну в Чечню.